# Фридрих Август фон Саксония-Айзенах
Фридрих Август фон Саксония-Айзенах (на немски: Friedrich August von Sachsen-Eisenach; * 30 октомври 1663, дворец Фридевалд, Фридевалд, Графство Сайн-Витгенщайн; † 19 септември 1684, Пресбург) от ернестинските Ветини, е наследствен принц на Саксония-Айзенах.

## Живот
Той е най-възрастният син на херцог Йохан Георг I фон Саксония-Айзенах (1634 – 1686) и графиня Йоханета фон Сайн-Витгенщайн (1626 – 1701). По-малките му братя са херцозите Йохан Георг II и Йохан Вилхелм.
Фридрих Август участва като кур-баварски полковник в императорската войска на Леополд I в турските войни и при обсадата на Буда (1684/1686). Той е тежко ранен при Буда, закаран е в Пресбург, където малко по-късно умира от раните си. Погребан е на 16 октомври 1684 г. в княжеската гробница на църквата „Св. Георг“ в Айзенах. Наследствен принц става брат му Йохан Георг II.
Той е наречен, особено в университет Йена, саксонски герой (наричан Hector Teutonicus, Hercules Saxonicus) и е сравняван с троянския генерал Хектор и неговия противник Ахил или с Ханибал.